# Union Sportive de Chantilly
La Union Sportive de Chantilly és un club de futbol de Chantilly, Oise, França. Va ser fundat el 1902 i, a partir de la temporada 2020-21, juga al Championnat National 3, la cinquena categoria del futbol francès. El club va aconseguir l'ascens des de la sisena categoria en el primer intent, després de baixar prèviament del Championnat Nacional 3 el 2019.